# Primera División de Fútbol Sala 2019 (Perú)
Para la Primera División de Fútbol Sala de España 2019-20 véase Primera División de fútbol sala 2019-20
La Primera División de fútbol sala 2019 fue una edición más de la Primera División de futsal de Perú organizada por la Federación Peruana de Fútbol (FPF). Esta temporada fue la primera que se organizó directamente por la FPF a través de su comisión de futsal y fútbol playa. Además fue la tercera edición de la Futsal Pro, la liga de futsal que engloba a la Primera y Segunda División.
Debido a que se deseaba aumentar el número de participantes de 8 a 12, tres equipos ascendieron de manera directa de la División Superior, y en adición se decidió invitar al club Universitario de Deportes. El torneo empezó en 18 de junio con los partidos de la fecha 1 y terminó el 30 de noviembre con la segunda final. 
La temporada regular, que constó de 22 fechas, clasificó a seis equipos a los play-offs. Primero de Mayo y Deportivo Panta (1.º y 2.º) se clasificaron de manera directa a las semifinales, mientras que Deportivo Overall, AFA Rímac, Universitario y RP Futsal (3.º, 4.º, 5.º y 6.º) se clasificaron a la ronda preliminar.  Universitario de Deportes y Deportivo Overall vencieron a AFA Rímac y RP Futsal respectivamente para meterse en las semifinales. En semifinales, Universitario venció al líder de la tabla, Primero de Mayo, y Overall a Panta; de esa manera ambos conjuntos se clasificaron para la final.  Esta final fue la primera final que no representara un clásico del fútbol sala peruano desde la temporada 2014 y la primera en la que no apareciera ni Panta ni Primero de Mayo desde 2009. Universitario fue capaz de vencer a Deportivo Overall en los dos partidos de la final y se coronó campeón, de esa manera obtuvo su segundo título y el primero desde 2005. Además logró clasificarse a la Copa Libertadores de fútbol sala de 2020, su tercera aparición en la competencia internacional.
Por otra parte Sr. de los Milagros descendió al ocupar la última posición, mientras que Cabitos F. C. y Paraíso Huachipa tuvieron que jugar un partido extra para definir el segundo descenso debido a que igualaron en puntos. Finalmente Paraíso venció a Cabitos y mantuvo la categoría.

## Sistema de competición
El torneo, los equipos jugaron entre sí dos veces bajo el sistema de todos contra todos. Al final de la fase regular, los 6 primeros se clasificaran a los play-offs. Los play-offs se jugaron en tres rondas, una ronda eliminatoria, semifinales y otra de finales. En las rondas eliminatorias se enfrentaron los equipos que terminaron entre la 3.ª y 6.ª posición:
- Eliminatoria 1: 3.º vs 6.º

- Eliminatoria 2:  4.º vs 5.º

En las semifinales los clasificados se unieron al 1.º y 2.º y se enfrentaron en dos llaves:
- Semifinal 1: 1.º vs ganador de la eliminatoria 2
- Semifinal 2: 2.º vs ganador de la eliminatoria 1

Los ganadores de las semifinales jugaron la final para determinar al campeón

### Clasificación a torneos internacionales
El campeón del torneo se clasificó a la Copa Libertadores de Futsal y empezó su participación desde la fase de grupos en la edición 2020.

## Clubes participantes
En esta edición participaron doce clubes: los mismos ocho de la temporada anterior, más 4 ascendidos de la División Superior. No hubo descensos en la edición anterior con el fin de aumentar el número de participantes de ocho a doce en esta temporada.

### Ascensos y descensos
| Pos. | Ascendidos de División Superior 2018 |
| ---- | ------------------------------------ |
| 1    | Palermo F. C.                        |
| 2    | Tigres Somos Villa                   |
| 3    | C. D. Santa María                    |
| -    | Universitario (invitado)             |

| Pos. | Descendido de División de Honor 2018 |
| ---- | ------------------------------------ |
| -    | No hubo                              |

### Información de los clubes
| 2018       | Club                | Proveedor   | Auspiciador principal |
| ---------- | ------------------- | ----------- | --------------------- |
| Campeón    | Deportivo Panta     | Walon Sport | Walon Sport           |
| Subcampeón | Primero de Mayo     |             | Zapatillas Tigre      |
| Tercero    | AFA Rímac           | Nitro       | Zapatillas Kilmes     |
| Cuarto     | Deportivo Overall   | Overall     | Overall               |
| 5          | RP Futsal           | Valen       | Construcciones Rojas  |
| 6          | Cabitos F. C.       | GolStar     | No tiene              |
| 7          | Sr. de los Milagros |             | Polvos Azules         |
| 8          | Paraíso Huachipa    | Zacha       | Inversiones Muruhuay  |
| 1 (DS)     | Palermo F. C.       |             | Piero's               |
| 2 (DS)     | Tigres Somos Villa  | New Life    | Motorex               |
| 3 (DS)     | C. D. Santa María   |             | Familia Alarcón       |
| Invitado   | Universitario       | Marathon    | No tiene              |

## Etapa regular
- Actualizado el 30 de noviembre de 2019 (jugados todos los partidos).

| Pos. | Equipo                  | PJ | PG | PE | PP | GF  | GC  | DG  | Pts. | Clasificado a                       |
| ---- | ----------------------- | -- | -- | -- | -- | --- | --- | --- | ---- | ----------------------------------- |
| 1    | Primero de Mayo (C)     | 22 | 19 | 3  | 0  | 100 | 46  | +54 | 60   | Semifinales de los play-offs        |
| 2    | Deportivo Panta (C)     | 22 | 17 | 4  | 1  | 118 | 55  | +65 | 55   | Semifinales de los play-offs        |
| 3    | Deportivo Overall (C)   | 22 | 16 | 4  | 2  | 96  | 42  | +54 | 52   | Ronda eliminatoria de los play-offs |
| 4    | AFA Rímac (C)           | 22 | 13 | 1  | 8  | 93  | 78  | +15 | 40   | Ronda eliminatoria de los play-offs |
| 5    | Universitario (C)       | 22 | 12 | 2  | 8  | 96  | 56  | +40 | 38   | Ronda eliminatoria de los play-offs |
| 6    | RP Futsal (C)           | 22 | 10 | 6  | 6  | 75  | 61  | +14 | 36   | Ronda eliminatoria de los play-offs |
| 7    | Tigres Somos Villa      | 22 | 7  | 6  | 9  | 64  | 52  | +12 | 29   |                                     |
| 8    | C. D. Santa María       | 22 | 6  | 2  | 14 | 53  | 86  | –33 | 20   |                                     |
| 9    | Palermo F. C.           | 22 | 5  | 2  | 15 | 72  | 121 | –49 | 17   |                                     |
| 10   | Cabitos F. C. (PD)      | 22 | 4  | 2  | 16 | 42  | 76  | –34 | 14   | Partido de definición del descenso  |
| 11   | Paraíso Huachipa (PD)   | 22 | 4  | 2  | 16 | 57  | 111 | –54 | 14   | Partido de definición del descenso  |
| 12   | Sr. de los Milagros (D) | 22 | 1  | 1  | 20 | 35  | 112 | –77 | 4    | Descenso a Segunda División 2020    |

Fuente: Futsal Pro FPF
Reglas de clasificación: 1) Puntos; 2) Diferencia de gol; 3) Goles a favor
(C) Clasificado a la fase indicada. (PD) Clasificado al partido de definición del descenso. (D) Descendido

## Play-offs
Los play-offs fueron la última etapa del campeonato. Empezaron con la ronda eliminatoria cuyos partidos se jugaron el 12 y 14 de noviembre. Le siguieron las semifinales que se jugaron el 19 y 21 de noviembre. Finalmente Universitario de Deportes y Deportivo Overall jugaron los partidos de la final el 26 y 30 de noviembre. Universitario ganó ambos partidos y se coronó campeón.Además, logró clasificarse para Copa Libertadores de Fútbol Sala de 2020.

Esta fue la primera final no jugada entre Panta y Primero de Mayo desde 2014 y la primera vez en que ninguno de los dos apareció desde el 2009. Además Universitario puso fin a la hegemonía del clásico del fútbol sala peruano, que había obtenido todos los campeonatos entre 2010 y 2018. 
|  | Ronda eliminatoria 12 y 14 de noviembre | Ronda eliminatoria 12 y 14 de noviembre | Ronda eliminatoria 12 y 14 de noviembre | Ronda eliminatoria 12 y 14 de noviembre |   |   | Semifinales 19 y 21 de noviembre | Semifinales 19 y 21 de noviembre | Semifinales 19 y 21 de noviembre | Semifinales 19 y 21 de noviembre |  |     | Final 26 y 30 de noviembre | Final 26 y 30 de noviembre | Final 26 y 30 de noviembre | Final 26 y 30 de noviembre |  |
|  |                                         |                                         |                                         |                                         |   |   |                                  |                                  |                                  |                                  |  |     |                            |                            |                            |                            |  |
|  |                                         |                                         |                                         |                                         |   |   |                                  |                                  |                                  |                                  |  |     |                            |                            |                            |                            |  |
|  |                                         |                                         |                                         |                                         |   |   |                                  |                                  |                                  |                                  |  |     |                            |                            |                            |                            |  |
|  |                                         |                                         |                                         |                                         |   |   |                                  |                                  |                                  |                                  |  |     |                            |                            |                            |                            |  |
|  |                                         |                                         |                                         |                                         |   |   |                                  |                                  |                                  |                                  |  |     |                            |                            |                            |                            |  |
|  |                                         | 1.º                                     | Primero de Mayo                         | 3                                       | 2 |   |                                  |                                  |                                  |                                  |  |     |                            |                            |                            |                            |  |
|  |                                         |                                         |                                         |                                         | 2 |   |                                  |                                  |                                  |                                  |  |     |                            |                            |                            |                            |  |
|  |                                         |                                         | 5.º                                     | Universitario                           | 3 | 5 |                                  |                                  |                                  |                                  |  |     |                            |                            |                            |                            |  |
|  | 4.º                                     | AFA Rímac                               | 5.º                                     | Universitario                           | 3 | 5 | 2                                | 1                                |                                  |                                  |  |     |                            |                            |                            |                            |  |
|  | 4.º                                     | AFA Rímac                               |                                         |                                         |   |   |                                  |                                  |                                  |                                  |  |     |                            |                            |                            |                            |  |
|  | 5.º                                     | Universitario                           | 3                                       | 3                                       |   |   |                                  |                                  |                                  |                                  |  |     |                            |                            |                            |                            |  |
|  | 5.º                                     | Universitario                           | 3                                       | 3                                       |   |   |                                  |                                  |                                  |                                  |  | 5.º | Universitario              | 5                          | 3                          |                            |  |
|  |                                         |                                         |                                         |                                         |   |   |                                  |                                  |                                  |                                  |  | 5.º | Universitario              | 5                          | 3                          |                            |  |
|  |                                         |                                         | 3.º                                     | Deportivo Overall                       | 3 | 2 |                                  |                                  |                                  |                                  |  |     |                            |                            |                            |                            |  |
|  |                                         |                                         | 3.º                                     | Deportivo Overall                       | 3 | 2 |                                  |                                  |                                  |                                  |  |     |                            |                            |                            |                            |  |
|  |                                         |                                         |                                         |                                         |   |   |                                  |                                  |                                  |                                  |  |     |                            |                            |                            |                            |  |
|  |                                         |                                         |                                         |                                         |   |   |                                  |                                  |                                  |                                  |  |     |                            |                            |                            |                            |  |
|  |                                         | 2.º                                     | Deportivo Panta                         | 2                                       | 3 |   |                                  |                                  |                                  |                                  |  |     |                            |                            |                            |                            |  |
|  |                                         |                                         |                                         |                                         | 3 |   |                                  |                                  |                                  |                                  |  |     |                            |                            |                            |                            |  |
|  |                                         |                                         | 3.º                                     | Deportivo Overall                       | 4 | 2 |                                  |                                  |                                  |                                  |  |     |                            |                            |                            |                            |  |
|  | 3.º                                     | Deportivo Overall                       | 3.º                                     | Deportivo Overall                       | 4 | 2 | 5                                | 0                                |                                  |                                  |  |     |                            |                            |                            |                            |  |
|  | 3.º                                     | Deportivo Overall                       |                                         |                                         |   |   |                                  |                                  |                                  |                                  |  |     |                            |                            |                            |                            |  |
|  | 6.º                                     | RP Futsal                               | 3                                       | 2                                       |   |   |                                  |                                  |                                  |                                  |  |     |                            |                            |                            |                            |  |
|  | 6.º                                     | RP Futsal                               | 3                                       | 2                                       |   |   |                                  |                                  |                                  |                                  |  |     |                            |                            |                            |                            |  |
|  |                                         |                                         |                                         |                                         |   |   |                                  |                                  |                                  |                                  |  |     |                            |                            |                            |                            |  |

|                                                                               |
| Campeón 2.° título Universitario Clasifica a Copa Libertadores de Futsal 2020 |

## Partido de definición del descenso
Debido al empate de puntos que existió entre Cabitos F. C. y Paraíso Huachipa, el segundo descenso se definió en un partido extra. Este partido fue jugado el 12 de noviembre, en él Paraíso Huachipa venció y de esa manera mantuvo la categoría mientras que Cabitos descendió a la División Superior.
| Equipo 1      | Resultado | Equipo 2         | Fecha           | Estadio           |
| ------------- | --------- | ---------------- | --------------- | ----------------- |
| Cabitos F. C. | 5 − 6     | Paraíso Huachipa | 12 de noviembre | Coliseo de la FPF |

## División Superior 2019
En la División Superior, Racing Bocanegra y Academia Hermanos Rey ganaron las semifinales y de esa manera ascendieron a la División de Honor. La final entre ambos equipos se jugó el 28 de noviembre.
| Equipo 1         | Resultado | Equipo 2              | Fecha           | Estadio           |
| ---------------- | --------- | --------------------- | --------------- | ----------------- |
| Racing Bocanegra | 1 − 0     | Academia Hermanos Rey | 28 de noviembre | Coliseo de la FPF |